# Would I Lie to You?
Pour les articles homonymes, voir Would I Lie to You? (homonymie).
Would I Lie to You? est un jeu télévisé britannique diffusé sur BBC One à partir du 16 juin 2007.

## Format
L'émission était présentée par Angus Deayton en 2007 et en 2008, puis par Rob Brydon (qui avait participé à l'émission en tant qu'invité dans la saison 2) à partir de 2009. Les capitaines d'équipe sont les humoristes David Mitchell et Lee Mack. Ce dernier a révélé dans l'émission Alan Carr: Chatty Man du 19 septembre 2014 qu'Alan Carr avait tenu le rôle de capitaine d'équipe dans le pilote mais qu'il avait par la suite refusé de continuer dans les émissions suivantes. 
À chaque émission, deux personnalités rejoignent en tant qu'invités chaque capitaine d'équipe. Les deux équipes s'affrontent : un joueur d'une équipe révèle des histoires et évènements étonnants et embarrassants de son passé, tandis que l'équipe adverse doit déterminer s'il dit la vérité ou s'il ment.
La première saison a été enregistrée à The Fountain Studios à Wembley durant les mois de mars et avril 2007, et a été diffusée à 21h55 entre le 16 juin et le 28 juillet 2007 sur BBC One (sauf pendant une semaine du fait du Concert for Diana).

## Diffusion
Les couleurs indiquent le résultat de chaque saison.
La couleur rouge indique que l'équipe de David a remporté la saison.
La couleur vert indique que l'équipe de Lee a remporté la saison.
La couleur jaune indique que la saison s'est conclue par un match nul.

### Saisons
| Saisons | Date de début     | Date de fin       | Épisodes |
| ------- | ----------------- | ----------------- | -------- |
| 1       | 16 juin 2007      | 28 juillet 2007   | 6        |
| 2       | 11 juillet 2008   | 29 août 2008      | 8        |
| 3       | 10 août 2009      | 28 septembre 2009 | 8        |
| 4       | 23 juillet 2010   | 10 septembre 2010 | 8        |
| 5       | 9 septembre 2011  | 28 octobre 2011   | 8        |
| 6       | 13 avril 2012     | 22 juin 2012      | 8        |
| 7       | 3 mai 2013        | 28 juin 2013      | 8        |
| 8       | 12 septembre 2014 | 8 janvier 2015    | 8        |
| 9       | 31 juillet 2015   | 13 janvier 2016   | 8        |
| 10      | 2 septembre 2016  | 21 octobre 2016   | 8        |
| 11      | 20 novembre 2017  | 19 janvier 2018   | 8        |
| 12      | 12 octobre 2018   | 18 janvier 2019   | 8        |
| 13      | 18 octobre 2019   | 7 février 2020    | 9        |
| 14      | 8 janvier 2021    | 1er mars 2021     | 9        |
| 15      | 7 janvier 2022    | 4 mars 2022       | 9        |

### Épisodes spéciaux
| Date              | Titre                                     |
| ----------------- | ----------------------------------------- |
| 19 septembre 2008 | The Best & Unseen Bits from Series 2      |
| 17 décembre 2009  | The Best & Unseen Bits from Series 3      |
| 17 septembre 2010 | The Unseen Bits from Series 4             |
| 5 mars 2011       | 24 Hour Panel People Comic Relief Special |
| 25 novembre 2011  | The Unseen Bits from Series 5             |
| 29 juin 2012      | The Unseen Bits from Series 6             |
| 6 septembre 2013  | The Unseen Bits from Series 7             |
| 23 décembre 2013  | Christmas Special                         |
| 22 décembre 2014  | Christmas Special                         |
| 18 février 2015   | The Unseen Bits from Series 8             |
| 24 décembre 2015  | Christmas Special                         |
| 27 janvier 2016   | The Unseen Bits from Series 9             |
| 28 octobre 2016   | The Unseen Bits from Series 10            |
| 18 novembre 2016  | Children in Need: Children's Special      |
| 19 décembre 2016  | Christmas Special                         |
| 18 décembre 2017  | Christmas Special                         |
| 24 janvier 2018   | The Unseen Bits of Series 11              |
| 24 décembre 2018  | Christmas Special                         |
| 31 janvier 2019   | The Unseen Bits of Series 12              |
| 26 décembre 2019  | Christmas Special                         |
| 14 février 2020   | The Unseen Bits of Series 13              |
| 21 février 2020   | More Unseen Bits of Series 13             |
| 24 décembre 2020  | Christmas Special                         |
| 8 mars 2021       | The Unseen Bits of Series 14              |
| 16 avril 2021     | The Best Bits of Series 14                |
| 20 décembre 2021  | Christmas Special                         |
| 1er avril 2022    | The Unseen Bits of Series 15              |
| 3 juin 2022       | The Best Bits of Series 15                |